# Heteromysis essingtonensis
Heteromysis essingtonensis är en kräftdjursart som beskrevs av Murano 1988. Heteromysis essingtonensis ingår i släktet Heteromysis och familjen Mysidae. Inga underarter finns listade i Catalogue of Life.